# Acorn System 2
O System 2 foi um computador pessoal britânico produzido pela Acorn Computers em 1980.

## História
O System 2 foi o primeiro modelo a ser vendido opcionalmente montado pela Acorn (e não sob a forma de kit). Sucedeu ao Acorn System 1 e teve o preço inicial de £200. Cerca de 10.000 unidades foram vendidas, e seu relativo sucesso abriu espaço para o Acorn System 3, uma versão ligeiramente aperfeiçoada e que contava com um acionador de disquetes integrado.

## Características
| UCP           | MOS Technology 6502 em 1,00 MHz |
| RAM           | 4 KiB—32 KiB (máxima) |
| ROM           | 4 KiB |
| Teclado       | mecânico, 60 teclas |
| Display       | Motorola MC6845, 32x24 ou 16x12 (texto). Modos gráficos: 64x64 (4 cores), 64x96 (4 cores), 128x96 (monocromático), 64x192 (4 cores), 128x192 (2 cores), 256x192 (monocromático). |
| Portas        | interface de gravador cassete, saída para TV, slots de expansão |
| Armazenamento | fita magnética |